# 站波

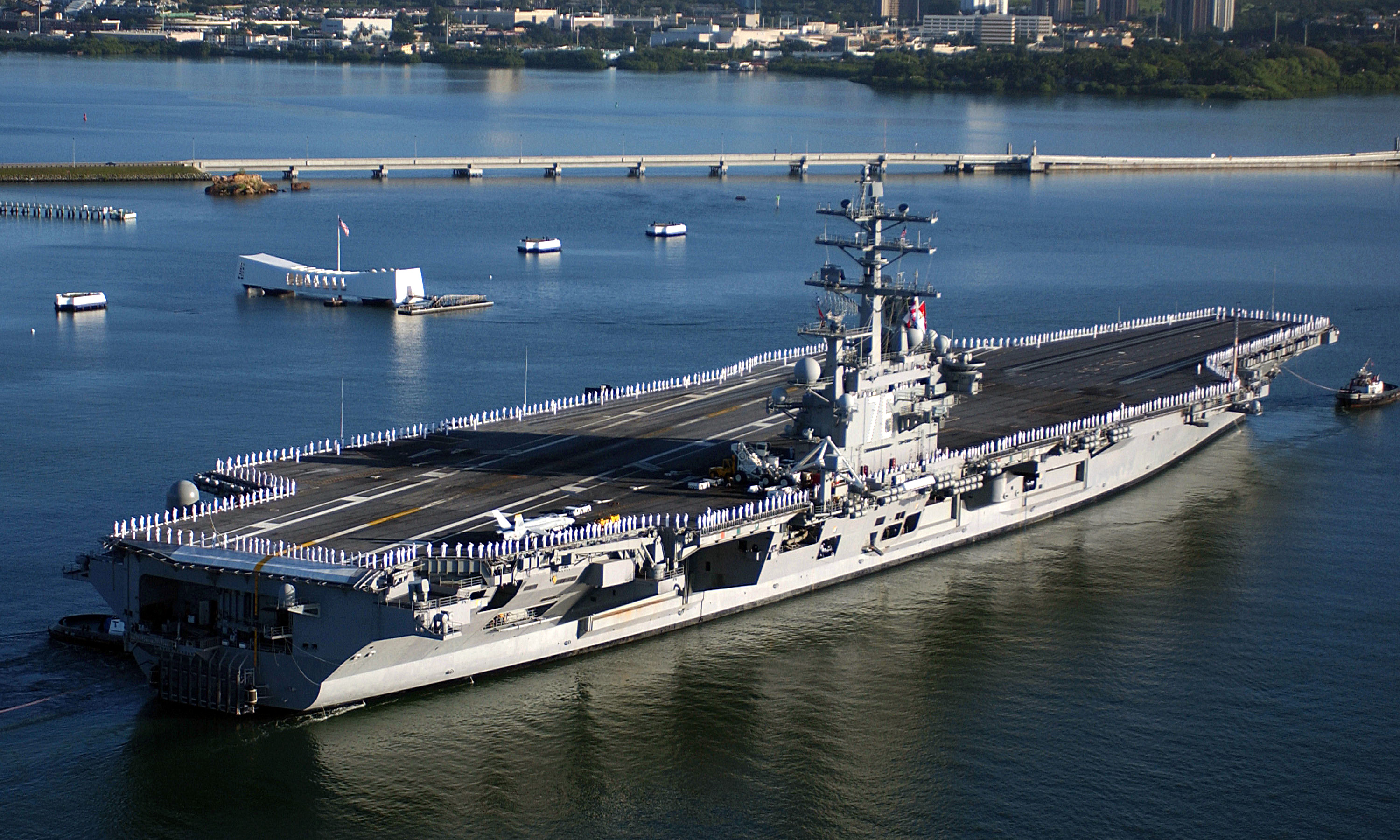
在航行通過亞利桑那號紀念館時全體官兵以站波行禮，是美國各軍種戰鬥船艦的慣例。圖為雷根號航空母艦在2005年1月首次訪問珍珠港時所拍攝的畫面。

站波（Manning the rail），或又稱為站𦨭、站坡、登舷禮（沿用自日文的用法），是一種在各國海軍船艦上所進行的行禮儀式，所有船員以固定間距排列在船艛與船舷四周，並在號令之下脫帽、行舉手禮或立正致敬。站波源自於帆船時代的「攀桅」（Manning the yards，或稱「登檣禮」），主要用在船隻經過本國或外國元首時致敬之類、較正式的場合。

## 攀桅禮

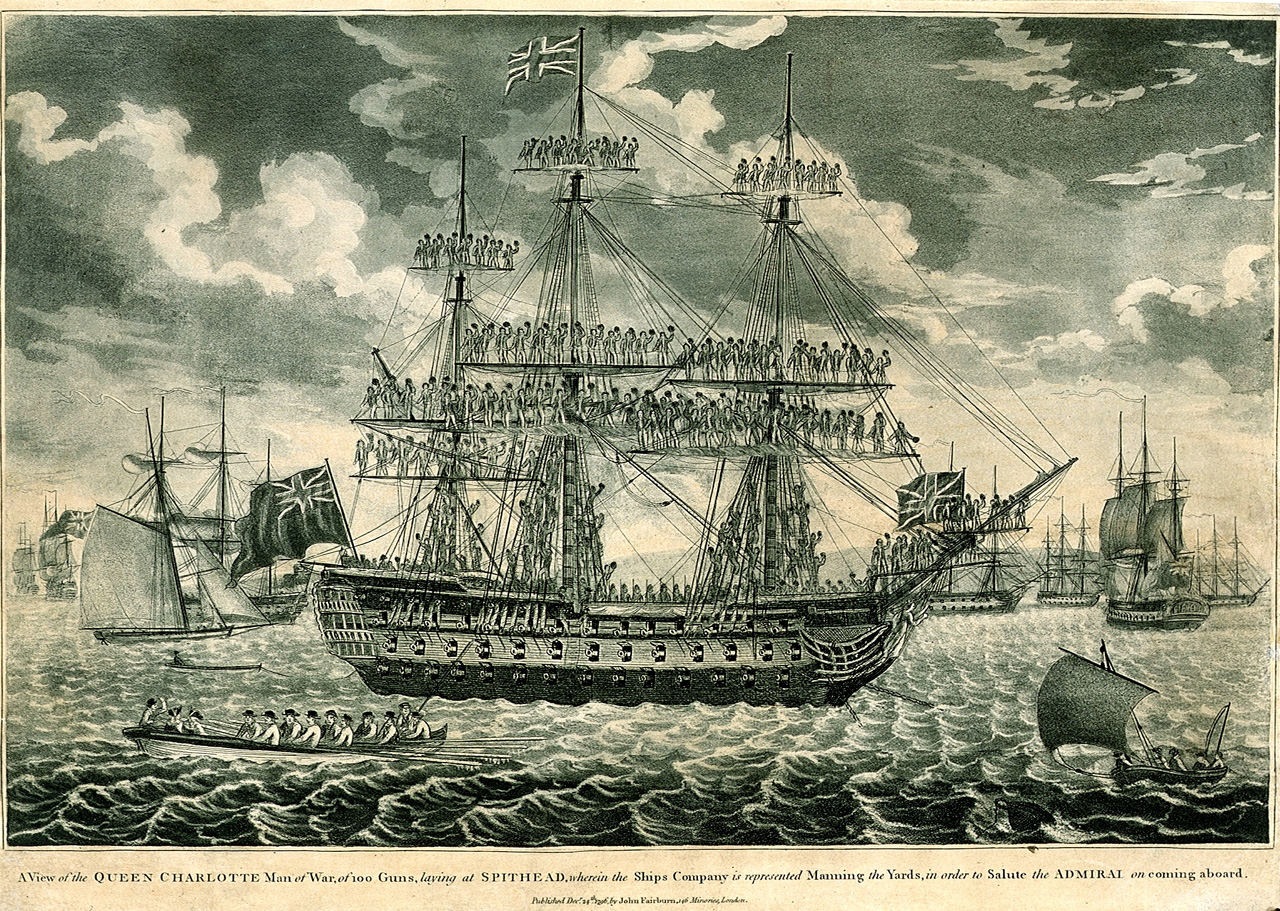
一幅1796年時的畫作，描述停泊在斯庇漢港內的夏洛特女王號一等戰艦 (1790年)為了迎接到訪的海軍上將而進行攀桅禮的情況。

在帆船時代，當一艘武裝帆船駛入港口時，除了確保航行所需的基本人力外，會讓所有多餘的人員全都站到船的橫桁之上，藉此證明此時船上的火砲無人操作、我艦的來意和平之意。之後此習慣逐漸轉變成用以歡迎貴客的禮儀，全體水手沿桅杆攀登，倚身於帆桁上，當聽到號令時全體脫帽揮手致意三次，並在受禮者有回禮時再行歡呼一次。然而，由於攀登高聳的桅杆這行為本身有不小的安全風險，因此逐漸減少了以此儀式對高階軍官致敬的情況，僅在有本國、他國元首或有皇室成員在場時，動用此儀式。

## 站波

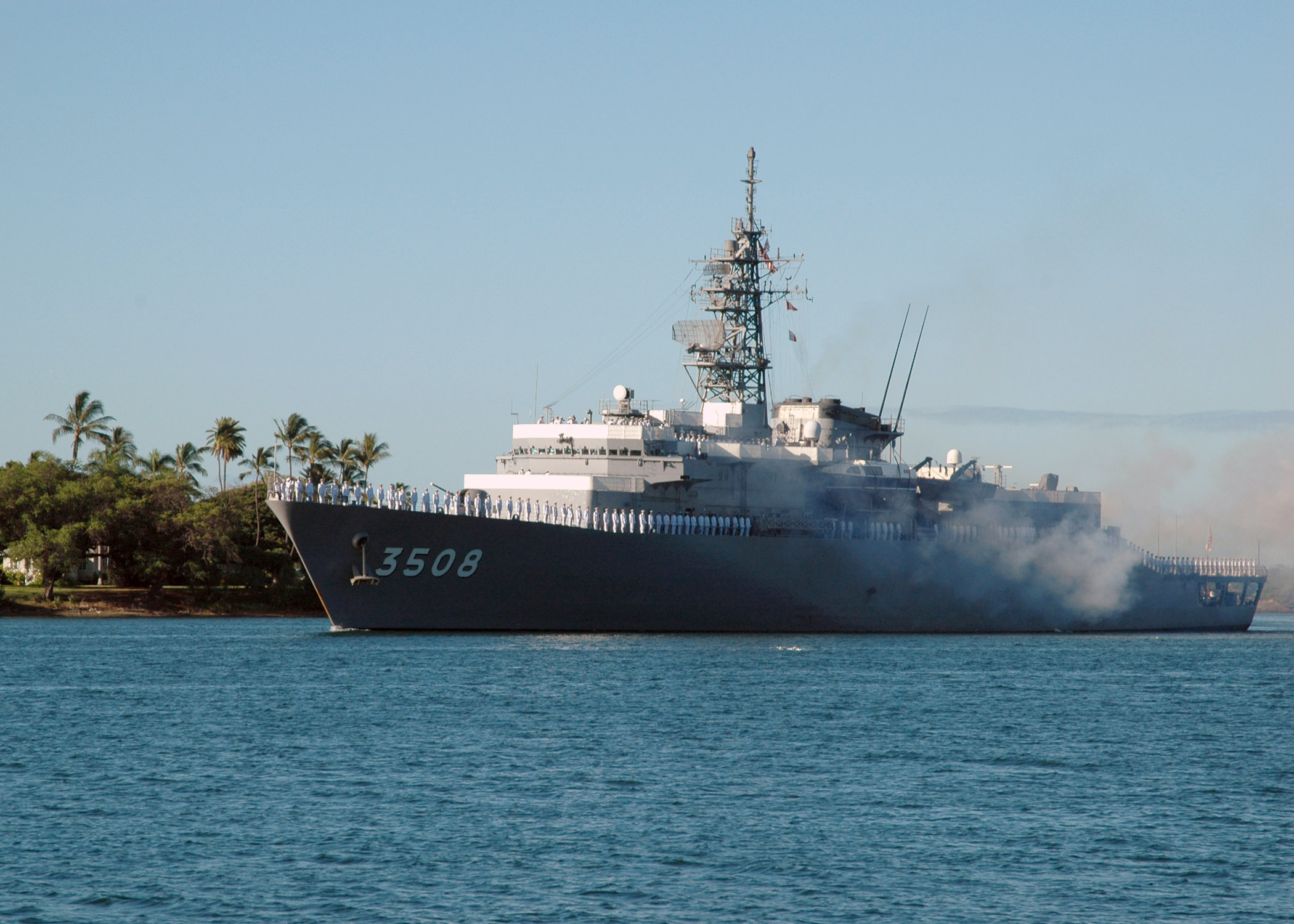
隸屬於日本海上自衛隊的鹿島號練習艦（JS Kashima TV-3508）在進入珍珠港時同時進行站波並釋放21響禮炮。攝於2006年8月。

現代的船艦因為沒有桅杆可攀爬，因此改以將人員配置在上層結構甲板與主甲板四周的站波儀式作為取代。針對其使用時機，各國海軍有各自的規範。
日本
日本海上自衛隊的登舷禮（日语：登舷礼）主要使用在海上閱兵（日语：観艦式）、自衛艦出國與返國、進出外國港口時的場合。承襲來自英國的攀桅禮之揮帽傳統，日本的艦艇在進行登舷禮時艦上官兵會舉起頭上的盤帽以順時針方向旋轉揮舞三次或三次以上，且位在陸地上的送行官兵也會以一樣的方式回禮。
菲律賓
菲律賓海軍的軍艦會在總統或他國元首蒞臨時進行站波儀式，艦上的水手一樣是排列在船舷與上層結構甲板上，但並不執行舉手禮。取而代之的，水手們會配合哨音從原本的稍息姿勢立正致敬，然後再恢復稍息。
中華民國
根據中華民國海軍的禮節規定，僅在總統蒞臨軍港或軍艦時，行站波儀式作為歡迎。
美國
美國海軍僅只在軍艦通過美國總統或外國元首前方時使用站波，其行禮時是以舉手禮方式施行，而在非因日常勤務進出美國港口、拜訪他國港口、或剛完成一次海外部屬等場合時，會使用一種叫「at quarters」，讓官兵在後甲板列隊致意、較不正式的儀式。唯一的例外是所有進出夏威夷州珍珠港的美國海軍（USN）、美國商船隊（USMM）、美國海岸巡防隊（USCG）船艦，都會在通過亞利桑那號紀念館時進行站波，並配合號令對亞利桑那號上的陣亡將士行禮。近年來此傳統也逐漸擴散至許多因為參加聯合演習而前往泊靠珍珠港的外國軍艦。